# Masse corporelle
Cet article concerne l'humain. Pour le cheval, voir Masse corporelle du cheval.
 (janvier 2023).

Silhouettes représentant un homme ayant un poids idéal, un autre en surpoids, et un obèse.

La masse corporelle (ou simplement masse) est la masse du corps d'un être vivant. Elle est exprimée la plupart du temps en kilogrammes (kg), ou en livres dans certains pays anglo-saxons. En médecine et dans la vie courante, l'expression consacrée est le poids, même si celle-ci est incorrecte du point de vue de la physique (pour laquelle le poids est la force dépendant de la pesanteur, cette dernière étant variable suivant le lieu), d'autant que c'est le poids qui est, en pratique, mesuré par une balance, bien que converti en grammes suivant l'accélération de la pesanteur sur Terre.
Si on le compare aux autres données anthropométriques (dimensions et circonférences), le poids est la principale variable entre les individus.
Le poids d'un individu est déterminée par l'interaction des gènes et de l'environnement.

## Cheval
La masse corporelle du cheval est très variable, selon la race, le modèle, l'état physiologique, la condition, le but du propriétaire et l'utilisation de l'animal. Toujours composée de 65 à 75 % d’eau, elle se répartit en moyenne entre 50 % de muscles, 11 % d'os et 10 % de graisses. Selon qu'il s'agisse d'un poney ou d'un cheval de trait, elle peut aller de moins de 200 kg à plus d'une tonne, pour une moyenne de 500 kg chez les chevaux de selle. Elle diffère également avec la saison, les chevaux étant presque toujours plus gras l'été que l'hiver. Différents outils permettent d'estimer leur poids et leur condition corporelle, des échelles vétérinaires ont été créées pour déterminer si le cheval présente une masse corporelle idéale suivant des critères précis.

## Être humain

### Masses moyennes
| Pays       | Masse Homme               | Masse Femme               | Notes                                                                         |
| ---------- | ------------------------- | ------------------------- | ----------------------------------------------------------------------------- |
| États-Unis | 87 kg (190 lb) (13st 8lb) | 74 kg (163 lb) (11st 9lb) | Adultes > 20 ans, étude de la NCHS, 1999-2002.                                |
| Allemagne  | 82,4 kg (182 lb)          | 67,5 kg (149 lb)          | [ 2 ]                                                                         |
| Suisse     | 80,7 kg (178 lb)          | 65,0 kg (143 lb)          | [ 3 ]                                                                         |
| France     | 77,1 kg (170 lb)          | 62,7 kg (138 lb)          | Population de 15 ans et plus, Eurobaromètre EB64.3, novembre / décembre 2005. |

### Évolution de la masse corporelle avec l'âge
(les masses exprimées représentent des poids moyens).
Le poids moyen de naissance d'un être humain est de 3,5 kg.
La croissance pondérale est rapide durant la première année (voir les courbes de croissance de l'enfant) :
- 25 g/jour durant le premier trimestre,
- 20 g/jour durant le deuxième trimestre,
- 15 g/jour durant le troisième trimestre,
- 12 g/jour durant le quatrième trimestre.

L’enfant a doublé son poids de naissance à 5 mois et l’a triplé à un an.
Durant la deuxième année, le gain de poids n’est plus que de 8  à   10 g/jour ; ainsi le poids de naissance est quadruplé à l'âge deux ans.
- à 1 an : 9,7 kg
- à 2 ans : 13,2 kg
- à 3 ans : 15,2 kg
- à 4 ans : 16,7 kg

### Répartition de la masse corporelle
Elle se répartit (pour un sujet de corpulence normale) en :
- masse osseuse (squelette)[6] ;
  - la masse du squelette « sec », c'est-à-dire sans la moelle rouge, est de 4 à 6 kilogrammes en moyenne chez l'homme et de 3 à 4 kilogrammes chez la femme[7] ;
- masse musculaire : 35 % chez l'homme, 28 % chez la femme ;
- masse grasse : environ 13 % chez l'homme et 20 % chez la femme[8] ;
- masse viscérale : 28 % ;
- masse sanguine : 7 à 8 % ;
- peau et téguments : 2 à 5 % ;
- humeurs (liquides, sécrétions) : 2 %.

### Teneur en eau
Le corps humain d'un adulte sain, et de corpulence normale, contient environ 56 % d’eau, c’est-à-dire environ 40 litres d’eau pour une personne de 70 kg.
La part de l’eau dans le corps diminue avec l’âge :
- 97 % chez le fœtus,
- 80 % chez le nouveau-né,
- 75 % chez le nourrisson,
- 70 % chez l'enfant,
- 61 % chez l'homme adulte (maigre : 70 %, poids moyen : 60 %, obèse : 50 %) et 51 % chez la femme adulte (maigre : 60 %, poids moyen : 50 %, obèse : 40 %),
- 45 % chez la personne âgée.

La répartition n'est pas homogène selon les organes :
- 80 % dans le cerveau,
- 75 % dans les muscles,
- 31 % dans les os.

### Indice de masse corporelle
Pour les adultes, l'indice de masse corporelle est égal à la masse (exprimée en kilogrammes) divisée par le carré de la taille de la personne (en mètres) :
{\displaystyle IMC={masse \over taille^{2}}}
exemple pour 75 kg et 1,75 m : IMC = 75 / (1,75)2 = 24,49
- Un IMC entre 18,5 et 25 est considéré comme normal chez un adulte.
- Entre 25 et 30, on parle de surpoids (surcharge pondérale).
- Au-delà de 30, on parle d'obésité.
- De 35 à 40, on parle d'obésité sévère et, au-delà de 40, d'obésité morbide.
- L'IMC n'est qu'un outil parmi d'autres, il ne doit et ne peut en aucun cas être utilisé seul. Une estimation du pourcentage de masse grasse est d'ailleurs souvent plus représentatif notamment pour les sportifs.